# Стефанія Сандреллі
Стефанія Сандреллі (італ. Stefania Sandrelli; нар. 5 червня 1946, В'яреджо, Італія) — італійська кіноакторка, виконавиця ролей у понад 90 фільмах.

## Біографія
Народилася у курортному містечку В'яреджо у Тоскані. Навчаючись у гімназії, а потім у комерційному училищі, Стефанія брала участь у самодіяльних спектаклях, також вона захоплювалася співом і джазовою музикою. В 14 років Стефанія перемогла у місцевому конкурсі краси. Того ж року її обрали «міс кіно».

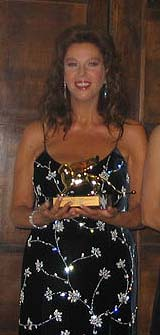
Стефанія Сандреллі. 2005

Перші свої ролі Сандреллі зіграла 1961 року у фільмах «Нічна молодь» та «Фашистський вожак». Після цих стрічок Стефанію запросив відомий режисер П'єтро Джермі знятися у комедії «Розлучення по-італійськи». А після зйомок у фільмі «Зваблена та покинута» Сандреллі стала відомою та популярною.
Після цього Стефанія Сандреллі щорічно знімалася у двох-трьох (а іноді й п'яти) кінофільмах щорічно. У більшості стрічках її героїні — це італійські жінки з непростим характером та нелегкою долею.
Стефанія Сандреллі і далі знімається у кінофільмах.

## Фільмографія
- 1961: Нічна молодь / Gioventù di notte (реж. Маріо Секуї) — Клаудія
- 1961: Фашистський вожак / Il federale (реж. Лучано Сальче)
- 1961: Розлучення по-італійськи / Divorzio all'italiana — (реж. П'єтро Джермі) — Анджела
- 1963: Венеційський пекар / Il fornaretto di Venezia — (реж. Дуччо Тессарі)
- 1964: Спокушена і покинута / Sedotta e abbandonata — (реж. П'єтро Джермі)
- 1965: Я її добре знав / Io la conoscevo bene — (реж. Антоніо П'єтранджелі)
- 1967: Аморальний / L'immorale (реж. П'єтро Джермі)
- 1968: Партнер / Partner (реж. Бернардо Бертолуччі)
- 1969: Коханка Граміньї / L'amante di Gramigna (реж. Карло Ліццані)
- 1970: Конформіст / Il conformista (реж. Бернардо Бертолуччі)
- 1972: Альфредо, Альфредо / Alfredo, Alfredo (реж. П'єтро Джермі)
- 1974: Злочин в ім'я любові / Delitto d'amore (реж. Луїджі Коменчіні)
- 1974: Ми так любили одне одного / C'eravamo tanto amati — Лючана Дзанон, (реж. Етторе Скола)
- Поліцейський кольт «Пітон 357». 1976 рік. 1976/ Police Python 357 (реж. Ален Корно)
- Шлюбна подорож . 1976 рік. / Le voyage de noces (реж. Надін Трентіньян)
- Чарівники. 1976 рік. / Les Magiciens (реж. Клод Шаброль)
- Двадцяте століття. 1976 рік. / Novecento (реж. Бернардо Бертолуччі)
- 1979: Затор — неймовірна історія / (L'ingorgo — Una storia impossibile) — Тереза, (реж. Луїджі Коменчіні)
- Учитель плавання . 1979 рік. / Le maître-nageur (реж. Жан-Луї Трентіньян)
- Тераса. 1980 рік. / La terrazza (реж. Етторе Скола)
- Непослух. 1981 рік. / La disubbidienza (реж. Альдо Ладо)
- Ключ. 1983 рік. / La chiave (реж. Тінто Брасс)
- Чарівна мить. 1984 рік. / Il momento magico (реж. Луїджі Одорізіо)
- Жінка в дзеркалі. 1984 рік. / Una Donna Allo Specchio
- Секрети, секрети. 1985 рік. / Segreti segreti (реж. Джузеппе Бертолуччі)
- Мама Ебе. 1985 рік. / Mamma Ebe (реж. Карло Ліццані)
- Наречена була прекрасною. 1986 рік. / La sposa era bellissima (реж. Пал Ґабор)
- За Понтієм Пілатом. 1987 рік. / Secondo Ponzio Pilato (реж. Луїджі Маньї)
- Родина. 1987 рік. / La famiglia (реж. Етторе Скола)
- 1987 : Окуляри в золотій оправі / Gli occhiali d'oro (реж. Джуліано Монтальдо)
- Міньон поїхала. 1988 рік. / Mignon è partita (реж. Франческа Аркібуджі)
- Чортеня. 1988 рік. / Il piccolo diavolo (реж. Роберто Беніньї)
- 1989: Страдіварі / (Stradivari) — (реж. Джакомо Баттіато)
- Африканка. 1990 рік. / L'Africana / Die Rückkehr (реж. Маргарете фон Тротта)
- Дивна хвороба. 1990 рік. / Il male oscuro (реж. Маріо Монічеллі)
- Ветчина, ветчина. 1992 рік. / Prosciutto, prosciutto (реж. Бігас Луна)
- Із заплющеними очима. 1994 рік. / Con gli occhi chiusi (реж. Франческа Аркібуджі)
- 1994: Льодяники / (Caramelle) — (реж. Чінція Торріні)
- Вислизаюча краса. 1996 рік. / Io ballo da sola (реж. Бернардо Бертолуччі)
- Вечеря. 1998 рік. / La cena (реж. Етторе Скола)
- Оголена маха. 1999 рік. / Volavérunt (реж. Бігас Луна)
- 2001: Останній поцілунок / (L'ultimo bacio) — (реж. Габріеле Муччіно)
- Розмовний фільм. 2003 рік. / Um Filme Falado (реж. Маноель де Олівейра)
- Перша прекрасна річ. 2010 рік. / La prima cosa bella (реж. Паоло Урці)
- 2024: Партенопа / (Partenope) — (реж. Паоло Соррентіно)

## Нагороди та номінації
- приз Французької кіноакадемії. 1964 рік.
- премія «Срібна стрічка» 1966, 1980, 1988 роки.
- Премія в Сан-Себаст'яні. 1969 рік.
- 1983: Нагорода Міжнародного кінофестивалю у Лачено (Італія):
  - премія «Золотий таріль» за найкращу роль у фільмі «Ключ» / (La chiave))
- Премія «Давид Донателло». 1988 та 2000 роки.

## Родина та особисте життя
Чоловіка ніколи не мала.
Діти:
- Аманда (нар. 1963)
- Віто (нар. 1971)